# Коломбо, Хуан Карлос
Хуан Карлос Коломбо (исп. Juan Carlos Colombo) (7 ноября 1950, Сан-Хуан, Аргентина) — известный мексиканский актёр театра и кино аргентинского происхождения.

## Биография
Родился 7 ноября 1950 года в Сан-Хуане. В 1975 году переехал в Мексику и поступил на театральный факультет колледжа при UNAM. В мексиканском кинематографе дебютировал в 1978 году и с тех пор снялся в 113 работах. В кино снялся намного больше, чем в телесериалах, но всё-таки он вышел на мировой уровень благодаря съёмкам в ряде культовых телесериалов: Узы любви, Цыганская любовь, Разбитые сердца, Секс и другие секреты, Благородные мошенники, Женщины-убийцы, Братья-детективы и Как говорится. В качестве театрального актёра снялся в 11 спектаклях, при этом культовым спектаклем с его участием является Мария Стюарт.

## Личная жизнь
Хуан Карлос Коломбо женат. Сын Фелипе Коломбо пошёл по стопам своего отца.

## Фильмография
1
Убежище
Refugio … Frijolito
2
La carga
… Fray Bartolomé de las Casas
3
El Complot Mongol (2018)
… General Miraflores
4
Bruma (2017)
… Tio
5
Ночь (2016)
Nocturno … Oliverio
6
Кандидатка (сериал, 2016—2017)
La candidata … Morales
7
Яго (сериал, 2016)
Yago … Jonás
8
Ramona y los escarabajos (2015)
… Agustín
9
Yo no creo en los hombres… el origen (ТВ, 2015)
… Fermín
10
Heriberto y Demetrio (2014)
… Capitán Villafuerte
11
Эльвира, я бы дал тебе мою жизнь, но я сам её использую (2014)
Elvira, te daría mi vida pero la estoy usando … Don Ruti
12
Я не верю в мужчин (сериал, 2014—2015)
Yo no creo en los hombres … Fermín
13
Los Bañistas (2014)
… Martin
14
Кантинфлас (2014)
Cantinflas
15
Безупречное послушание (2014)
Obediencia perfecta … Angel de la Cruz (anciano)
16
Сеньор Авила (сериал, 2013 — …)
Sr. Ávila … Perches
17
Tlatelolco, Verano de 68 (2013)
… Abuelo Flavio
18
Morelos (2012)
… Obispo Antonio Bergosa
19
Потому что любовь решает всё (сериал, 2012—2013)
Porque el amor manda
20
Кусочек неба (сериал, 2012)
Cachito de cielo … Ezequiel
21
Внутреннее пространство (2012)
Espacio interior … Don Pedro
22
Очарование орла (сериал, 2011)
El Encanto del Aguila … José Yves Limantour
23
Любовь не любовь (2011)
Amar no es querer … Papá
24
Как говорится (сериал, 2011 — …)
Como dice el dicho … Ramiro
25
Эффект текилы (2010)
El efecto tequila … El Doctor
26
День и ночь (2010)
De día y de noche … Abraham
27
Идальго (2010)
Hidalgo — La historia jamás contada. … Obispo
28
Крики о смерти и свободе (сериал, 2010)
Gritos de muerte y libertad … Juez Berazueta
29
Покушение (2010)
El atentado … Brigadier Ortíz Monasterio
30
Тереза (сериал, 2010 — …)
Teresa … Armando
31
Мы то, что мы есть (2010)
Somos lo que hay … Director de la Funeraria
32
Помешанные на любви (сериал, 2009 — …)
Locas de amor … Dr. Hevia
33
Братья-детективы (сериал, 2009)
Hermanos y detectives … Palafox
34
Последними будем мы (2009)
La última y nos vamos … The German
35
Пять дней без Норы (2008)
Cinco días sin Nora … Dr. Alberto Nurko
36
Женщины-убийцы (сериал, 2008 — …)
Mujeres asesinas … José Esquivel
37
Благородные мошенники (сериал, 2008 — …)
Los simuladores … Luque
38
Железная душа (сериал, 2008 — …)
Alma de hierro … Rafael
39
Чужая собственность (2007)
Propiedad ajena … Gonzalo Sámano
40
Секс и другие секреты (сериал, 2007 — …)
Sexo y otros secretos … Lazaro
41
Тростник. Представление (2007)
Cañitas. Presencia … Pastor Lara
42
Моя любовь (сериал, 2006 — …)
Amor mío … Rene Velasco
43
Más que a nada en el mundo (2006)
… Hector
44
Пабло и Андреа (сериал, 2005)
Pablo y Andrea … Sabás
45
Последняя ночь (2005)
La última noche … Papá Fernando
46
Mantra (2005)
… короткометражка
47
Твоя история любви (сериал, 2003)
Tu historia de amor … Benjamin
48
Стань звездой! (сериал, 2003—2004)
Clap!… El lugar de tus sueños … Jorge
49
Сердцевина дыни (2003)
Corazón de melón … Arturo
50
Левша (2003)
Zurdo … Arbitro
51
Класс 406 (сериал, 2002—2003)
Clase 406 … Jorge Riquelme
52
Франсиска (2002)
Francisca
53
Игра жизни (сериал, 2001—2002)
El juego de la vida … Igancio De La Mora
54
Разбитые сердца (2001)
Corazones rotos … Compadre
55
Вся власть (2000)
Todo el poder … Lic. Luna
56
Секс из сострадания (2000)
Sexo por compasión … Padre Anselmo
57
Безумие любви (сериал, 2000)
Locura de amor … Alonso Ruelas
58
Паж (1999)
El paje … короткометражка
59
Закон Ирода (1999)
La ley de Herodes … Ramírez
60
Сладкий запах смерти (1999)
Un dulce olor a muerte … La Amistad
61
Цыганская любовь (сериал, 1999)
Amor gitano … Martín
62
Комета (1999)
El cometa … The Major
63
Кориандр и петрушка (1998)
Cilantro y perejil … Arizmendi
64
Евангелие чудес (1998)
El evangelio de las Maravillas
65
В пылу злости (сериал, 1998)
Rencor apasionado … Otto
66
АР-15. Беспощадный агент (1997)
AR-15 Comando Implacable II … Sam
67
El futuro es ahora (1997)
… короткометражка
68
Alta tensión (1997)
69
Штемпель (1996)
El timbre … короткометражка
70
Los vuelcos del corazón (1996)
71
Зажженый факел (сериал, 1996)
La antorcha encendida … Fray Vicente de Santa María
72
Преступления страсти (1995)
Crímenes de pasión … René Gamboa
73
El plato fuerte (1995)
… короткометражка
74
Узы любви (сериал, 1995 — …)
Lazos de amor … Samuel Levy
75
Juego limpio (1995)
… Francisco
76
Без обратного адреса (1995)
Sin remitente … Editor-in-chief
77
Desiertos mares (1995)
… Joaquín, padre de Juan
78
Загадки цивилизации Майя (1995)
Mystery of the Maya … Giles Healey; короткометражка
79
Espiritus (1995)
80
Если я умру (сериал, 1995)
Si Dios me quita la vida … Pablo García
81
Mujeres infieles (1995)
82
Perfume, efecto inmediato (1994)
83
Los viejos ritos (1994)
… короткометражка
84
Una buena forma de morir (1994)
85
Царица ночи (1994)
La reina de la noche … Araujo
86
Прямая и явная угроза (1994)
Clear and Present Danger … Cortez' Bodyguard
87
Полёт орлицы (сериал, 1994)
El vuelo del águila … Melchor Ocampo
88
Тайные намерения (сериал, 1993)
Las secretas intenciones … José Manuel Curiel (1993)
89
La oreja de Van Gogh (1993)
… короткометражка
90
Хронос (1993)
Cronos … Funeral Director
91
Мирослава (1993)
Miroslava … Dr. Pascual Roncal
92
Брат Бартоломе де лас Касас (1993)
Fray Bartolomé de las Casas
93
Playback (1992)
… короткометражка
94
Mina (1992)
… короткометражка
95
Хертрудиc (1992)
Gertrudis … Padre Miguel Hidalgo
96
Старые модели (1992)
Modelo antiguo … Sr. Fernando Rivadeneira
97
Cómodas mensualidades (1992)
… Domínguez
98
Горькие цепи (сериал, 1991)
Cadenas de amargura … Armando Gastelum
99
Женщина из кабаре (1991)
Mujer de cabaret
100
Женщина Бенджамина (1991)
La mujer de Benjamín … Paulino
101
La leyenda de una máscara (1991)
… Bustos
102
Las buenas costumbres (1990)
… Armando Gómez
103
Crimen imposible (1990)
104
Samuel (1990)
… короткометражка
105
Justiciero callejero (1990)
106
Cumpleaños feliz (1988)
… короткометражка
107
Macho y hembras (1987)
108
Отмеченное время (сериал, 1986—1990)
Hora Marcada … Doctor
109
Amor a la vuelta de la esquina (1986)
110
Chido Guan, el tacos de oro (1986)
… Manrique
111
Женщина, случаи из реальной жизни (сериал, 1985 — …)
Mujer, casos de la vida real
112
Damiana (1978)
… Mario

### Камео
113
Другая роль (сериал, 1995 — …)
Otro rollo con: Adal Ramones … играет самого себя

## Театральные работы
- Большой и малый
- Игроки
- Леди в чёрном
- Мария Стюарт
- Мечты соблазнителя
- Оркестр девушки
- Руководство для туристов
- Фильм